# Nagy Alpár (néprajzkutató)
Nagy Alpár (Kolozsvár, 1942. október 22. –) tanár, néprajzkutató.

## Életútja
1961-ben szülővárosában végezte el az Ady-Șincai Líceumot is.
1964-ben Marosvásárhelyen a pedagógiai főiskolán magyar-történelem szakot végzett, majd 1980-ban a Babeș–Bolyai Tudományegyetemen történelem szakos diplomát szerzett. Közben 1964–1965-ben általános iskolai tanár Szolokmán, 1965–1970 között iskolaigazgató Gegesen, 1970–1990 között történelemtanár Mezőcsáváson.
1991-től az oktató-nevelő tevékenységet irányítja Mezőszabad, Galambod, Mezőcsávás, Mezőménes, Mezőfele, Mezőkölpény, Szabéd, Bazéd hét óvodájában és nyolc iskolájában.
A Kriza János Néprajzi Társaság tagjaként Mezőcsávás és a hozzá tartozó falvak kialakulásának történetét, a feudális viszonyok 17–18. századi viszonyait tanulmányozza egykorú katonai, pénzügyi és úrbéri összeírások alapján.